# ズラトロク
ズラトロク（スロベニア語: Zlatorog）は、金の角を持った伝説上の白い雄シャモアである。

## 概要
ズラトロクとは、スロベニア語で「金の角」を意味する。この伝説は、スロベニア、特にコロシュカ地方で有名であり、他にも、オーストリアのケルンテン州、イタリアのフリウリ＝ヴェネツィア・ジュリア州で良く知られている。 

## 伝説
ズラトロクは、ユリアン・アルプスにあるトリグラウ山の高地一帯を支配し、山の頂にある楽園で三人の乙女と共に暮らしていたとされている。楽園には宝が隠されており、ズラトロクはその宝の番人をしていたため、宝を手に入れようとする多くの男達に命を狙われた。
ある日、一人の欲深い狩人が現れ、ズラトロクに背後から忍び寄った。狩人の弓はズラトロクに命中、負傷したズラトロクの血は大地を駆け、トリグラウ山と周囲の湖を切り裂いた。ズラトロクの死後、大地から世界で最初のエーデルワイスが咲き、ズラトロクに再び命を与えた。生き返ったズラトロクは激怒し狩人を殺した。その後、ズラトロクは楽園を破壊し、隠されていた宝と共に永久に姿を消したという。